# Підвітряні хвилі

Схематичне зображення підвітряних хвиль. Вітер, що дує у напрямку до гори, утворює перше коливання (A), яке повторюється після проходження гори (B). У найвищих точках утворюються лентикулярні (лінзоподібні) хмари.

Підвітряні хвилі в метеорології — тип стоячих атмосферних хвиль. Ці хвилі характеризуються періодичними змінами атмосферного тиску і температури повітря та викликаються його вертикальним зсувом, наприклад, в результаті орографічного підйому при доланні вітром гірського хребта (у цьому випадку підвітряні хвилі носять назву «гірських хвиль»). Підвітряні хвилі також може викликати вітер, що дує з ескарпу або плато, відхилення повітряного потоку через тепловий висхідний рух або проходження через горизонтальні конвекційні потоки. Підвітряні хвилі були вперше описані у 1933 році німецькими планеристами Ганцем Дойчманом і Вольфом Гіртем над горами Крконоше.
Вертикальний рух повітря викликає періодичні зміни у швидкості та напрямку руху в потоці. Підвітряні хвилі завжди виникають групами на підвітряному боці перешкоди або повітряного потоку, що їх викликає. На першому спуску такого повітря виникає турбулентний горизонтальний вихор, так званий ротор, що приводить до коливань. Підвітряні хвилі найсильніші за умовами стабільного горизонтального рівня властивостей шарів повітря над перешкодою та нестабільного припоперхневого шару.
Типова довжина хвилі підвітряних хвиль складає між 2 і 8 км. Якщо ця відстань відповідає відстані між пагорбами — хвилі можуть підсилюватися, якщо ні — коливання швидко затухають за перешкодою. В районах з пересіченою містевістю підвітряні хвилі можуть існувати одночасно у кількох місцях. У деяких випадках вони можуть викликати сильні вітри в найнижчих точках та утворювати лентикулярні хмари у найвищих.